# Stazione di Palazzolo Milanese
Stazione di Palazzolo Milanese vasútállomás Olaszországban, Lombardia régióban, Paderno Dugnano településen.

## Vasútvonalak
Az állomást az alábbi vasútvonalak érintik:
- Milánó–Asso-vasútvonal

## Kapcsolódó állomások
A vasútállomáshoz az alábbi állomások vannak a legközelebb:
- Stazione di Paderno Dugnano
- Stazione di Varedo